# Fernando Varas
Fernando Varas (Embarcación, Salta, 21 de febrero de 1978) es un baloncestista argentino retirado. Con 2,19 metros de altura, jugaba en la posición de pívot. Es hasta la fecha el segundo baloncestista profesional argentino más alto de la historia, sólo superado por Jorge González, que medía 2,32 metros.

## Trayectoria
Varas comenzó a practicar baloncesto en 1992, luego de ser reclutado por el entrenador León Najnudel gracias al dato que el periodista Adrián Paenza le había dado sobre la existencia de un adolescente salteño que ya había superado los 2 metros de altura.
Adquirió los fundamentos del deporte en la cantera de Gimnasia y Esgrima de Comodoro Rivadavia, donde también actuó esporádicamente con el equipo mayor en la Liga Nacional de Básquet entre 1994 y 1998. 
Al cumplir los 20 años dejó su país para intentar competir en España, habiendo sido contratado por el Pamesa Valencia. Impresionados más con su altura que con sus habilidades, los valencianos lo enviaron a entrenar con su equipo juvenil durante un año y luego lo cedieron a su filial en la Liga EBA donde estuvo dos temporadas, disputando un total de 79 partidos. También actuó en la Liga de Verano de la ACB del 2000, en donde rivalizó con Pau Gasol. Sin embargo, pese al progreso en su juego, terminó desvinculado de los valencianos. 
Ya de retorno en su país, se incorporó a Estudiantes de Bahía Blanca, equipo con el cual disputó la temporada 2001-02 de la LNB. Participó de 41 duelos, pero con un promedio de juego de 8.2 minutos por partido, por lo que sus marcas no fueron muy destacadas (registró 2.1 puntos y 1.6 rebotes por encuentro).
Posteriormente retornó a España y comenzó a entrenar para conseguir una oportunidad con algún equipo profesional. En agosto de 2003 el Círculo Badajoz de la LEB-2 le ofreció un contrato para integrarse a su plantel. Con ese equipo llegó a jugar 17 partidos. 
Luego de esa experiencia decidió renunciar a la práctica del baloncesto competitivo, tras recibir un diagnóstico médico que le había detectado una afección cardiaca. Varas permaneció en España, dedicándose a actividades empresariales.  

### Clubes
| Club                        | País      | Año         |
| --------------------------- | --------- | ----------- |
| Gimnasia y Esgrima          | Argentina | 1994 - 1998 |
| Eresa Valencia              | España    | 1998 - 2001 |
| Estudiantes de Bahía Blanca | Argentina | 2001 - 2002 |
| Círculo Badajoz             | España    | 2003 - 2004 |

## Selección nacional
Varas formó parte de los seleccionados juveniles de baloncesto de Argentina que reunieron a muchos de los jugadores que luego serían conocidos como la Generación Dorada. De ese modo, disputó el Campeonato Sudamericano de Baloncesto de Cadetes de 1993 y el Campeonato Sudamericano de Baloncesto Junior de 1996, y fue el décimo tercer hombre de la delegación argentina que participó del Campeonato Mundial de Baloncesto Sub-22 Masculino de 1997, pero no llegó a viajar a Australia.